# Fronte Giustizialista
Il Fronte Giustizialista (in spagnolo: Frente Justicialista) è un partito politico argentino fondato da Adolfo Rodríguez Saá e da Eduardo Duhalde che si identifica nel Peronismo "tradizionale"; nacque originariamente in contrapposizione al Fronte per la Vittoria, incarnante invece l'anima di sinistra del movimento peronista. Nelle elezioni legislative del 2005 ha ottenuto sette deputati e tre senatori.
Alle elezioni legislative del 2009 si è alleato con la coalizione di governo Fronte per la vittoria.
I suoi membri sono affiliati anche al Partito Giustizialista di cui compongono, assieme al Fronte È Possibile, la destra interna (chiamati Peronisti Federali), cioè coloro che si oppongono alla svolta a sinistra del partito e che voglio ritornare nella collocazione storica del centro-destra.